# Didemnum galacteum
Didemnum galacteum is een zakpijpensoort uit de familie van de Didemnidae. De wetenschappelijke naam van de soort is voor het eerst geldig gepubliceerd in 2007 door Lotufo & Dias.